# Kraftwerksgruppe Teigitsch

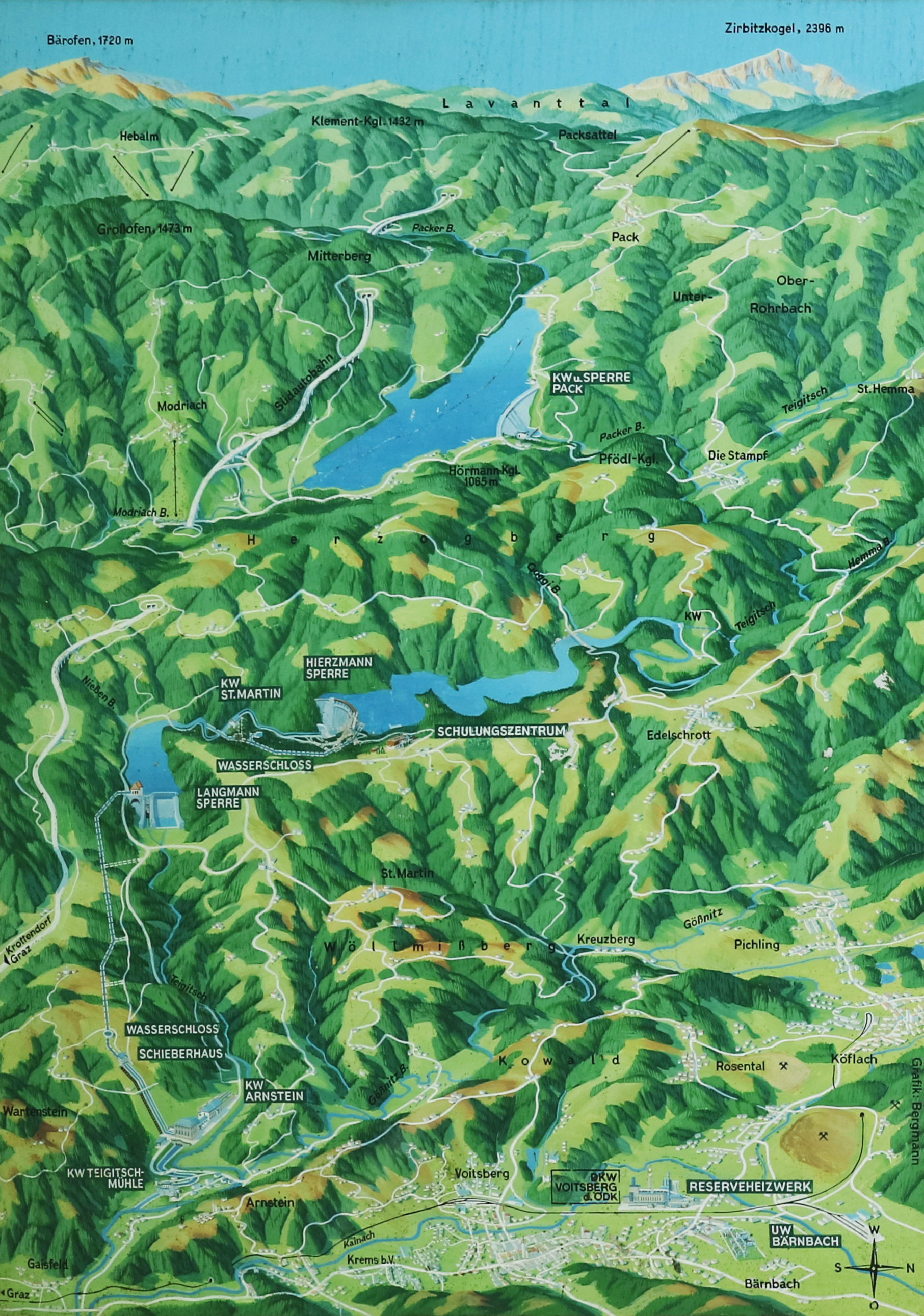
Panorama der KW-Gruppe

Die Kraftwerksgruppe Teigitsch (kurz Teigitschgruppe) ist eine Reihe von Wasserkraftanlagen der VERBUND Hydro Power AG im österreichischen Bundesland Steiermark. Sie besteht aus drei Stauseen und vier Kraftwerken am weststeirischen Fluss Teigitsch im Nahbereich der Bezirkshauptstadt Voitsberg. Der Ausbau begann 1921 mit dem Speicherkraftwerk Arnstein und wurde 1965 mit der Kraftwerkskaverne St. Martin abgeschlossen.

## Geschichte
Der Bau der Wasserkraftwerke an der Teigitsch wurde im Jahr 1921 von der neu gegründeten STEWEAG beschlossen. Damit sollte der Fluss mit einer jährlichen Abflussmenge von 130 Millionen Kubikmetern, der bei Hochwasser oft große Schäden verursachte, gebändigt und zugleich nutzbar gemacht werden. Das Speicherkraftwerk Arnstein, zum damaligen Zeitpunkt das weitaus größte der Steiermark, wurde am 28. März 1925 im Beisein des Bundespräsidenten Michael Hainisch feierlich eröffnet. Mit einer Maschinenleistung von 20 Megawatt konnte nun die gesamte Mittelsteiermark inklusive der Landeshauptstadt Graz mit Strom versorgt werden. Der Grazer Bürgermeister Vinzenz Muchitsch ließ anlässlich der Inbetriebnahme die Festbeleuchtung des Rathauses, des Landhauses und des Uhrturms einschalten.
1926 wurde das Laufkraftwerk Teigitschmühle flussabwärts von Arnstein, 1931 das Speicherkraftwerk am Packer Bach, einem rechten Zubringer der Teigitsch, in Betrieb genommen. Um das KW Arnstein auch im Winter über einen längeren Zeitraum auf Höchstleistung betreiben zu können, beschloss man 1947 den Bau der Hirzmannsperre. Der 1950 fertiggestellte dritte und größte Speicher der Gruppe diente danach eineinhalb Jahrzehnte lang lediglich als Stauraum, sein Wasser wurde ohne Zwischennutzung dem darunterliegenden Langmann-Stausee zugeführt. 1965 wurde der Ausbau der KW-Gruppe mit der Fertigstellung des Speicher- bzw. Kavernenkraftwerks St. Martin abgeschlossen.
Heute dienen die Kraftwerke hauptsächlich der Deckung des Spitzenstrombedarfs.

## Technische Daten

### Kraftwerke
| [ 2 ]                  | Pack            | St. Martin     | Arnstein        | Teigitschmühle        |
| ---------------------- | --------------- | -------------- | --------------- | --------------------- |
| Kraftwerkstyp          | Tagesspeicher   | Jahresspeicher | Tagesspeicher   | Laufkraftwerk         |
| Inbetriebnahme         | 1931            | 1965           | 1925            | 1926                  |
| Einzugsgebiet          | 63 km²          | 162 km²        | 176 km²         | 170 km²               |
| Engpassleistung        | 800 kW          | 9.800 kW       | 30.000 kW       | 1.200 kW              |
| Erzeugung im Regeljahr | 1,8 GWh         | 15,5 GWh       | 60,0 GWh        | 2,0 GWh               |
| Rohfallhöhe            | 28,6 m          | 77,6 m         | 246,8 m         | 11,6 m                |
| Turbinen               |                 |                |                 |                       |
| Anzahl                 | 1               | 1              | 3               | 1                     |
| Bauart                 | Francis-Turbine | Kaplan-Turbine | Francis-Turbine | Francis-Doppelturbine |
| Nennleistung           | 745 kW          | 11.000 kW      | je 11.000 kW    | 1.435 kW              |
| Nenndurchfluss         | 3,3 m³/s        | 16,5 m³/s      | je 5,5 m³/s     | 15,0 m³/s             |
| Nenndrehzahl           | 600/min         | 610/min        | 750/min         | 250/min               |
| Laufraddurchmesser     | 0,805 m         | 1,49 m         | 1,20 m          | 1,2 bzw. 1,4 m        |
| Generatoren            |                 |                |                 |                       |
| Anzahl                 | 1               | 1              | 3               | 1                     |
| Nennleistung           | 900 kVA         | 12.500 kVA     | je 13.000 kVA   | 1.900 kVA             |
| Nennspannung           | 5,5 kV          | 6,3 kV         | 5,5 kV          | 5,5 kV                |

Vor Einmündung in den Hirzmann-Stausee befindet sich außerdem seit 1910 das KW Edelschrott, das nicht von der Verbund AG, sondern von den Stadtwerken Köflach betrieben wird.

### Speicher
| [ 2 ]                | Pack              | St. Martin     | Arnstein          | Teigitschmühle |
| -------------------- | ----------------- | -------------- | ----------------- | -------------- |
| Speicher/Sperre      | Pack              | Hirzmann       | Langmann          | –              |
| Speichertyp          | Tagesspeicher     | Jahresspeicher | Tagesspeicher     | –              |
| Stauziel             | 867,7 m           | 708,0 m        | 630,5 m           | –              |
| Absenkziel           | 849,0 m           | 675,0 m        | 621,0 m           | –              |
| Nutzinhalt           | 5,4 Mio. m³       | 7,1 Mio. m³    | 0,32 Mio. m³      | –              |
| Sperrentyp           | Gewichtsstaumauer | Gewölbemauer   | Gewichtsstaumauer | –              |
| Mauerhöhe            | 33,2 m            | 58,6 m         | 26,0 m            | –              |
| Kronenlänge          | 183 m             | 172 m          | 85 m              | –              |
| Kronenbreite         | 4,0 m             | 3,0 m          | 3,0 m             | –              |
| Maximale Basisbreite | 24,0 m            | 17,0 m         | 15,0 m            | –              |
| Betonkubatur         | 49.000 m³         | 43.000 m³      | 12.000 m³         | –              |

### Stufenplan
|  |